# Гулжигіт Аликулов
Гулжигіт Аликулов (кирг. Гүлжигит Жаныбекович Алыкулов; нар. 25 листопада 2000, Токтогул, Киргизстан) — киргизький футболіст, півзахисник білоруського клубу «Німан» та національної збірної Киргизстану.

## Клубна кар'єра
Вихованець футбольної команди «Дордой». У 2017—2018 роках виступав в системі турецького клубу «Антальяспор».
У дорослому футболі дебютував 2018 року в клубі вищої ліги Киргизстану «Кара-Балта». Другу половину сезону провів у складі «Алги».
З 2019 року виступає за білоруський «Німан». 29 березня дебютував в основному складі клубу. 19 квітня відзначився першим голом у кар'єрі, в воротах «Гомеля», який став переможним.

## Кар'єра в збірній
Виступав за юнацькі збірні Киргизстану молодших вікових категорій. У 2016 році в складі збірної U-16 взяв участь у фінальному турнірі чемпіонату Азії. 22 вересня 2016 року відзначився голом у воротах збірної В'єтнаму.
У національній збірній Киргизстану дебютував 11 червня 2019 року в матчі проти Палестини.

## Статистика виступів

### У збірній
| Дата       | Місто  | Господарі  | Результат | Гості     | Турнір           | Голи | Примітки |
| ---------- | ------ | ---------- | --------- | --------- | ---------------- | ---- | -------- |
| 11-6-2019  | Бішкек | Киргизстан | 2 – 2     | Палестина | Товариський матч | -    | 81'      |
| 10-10-2019 | Бішкек | Киргизстан | 7 – 0     | М'янма    | квал. ЧС 2022    | 1    | 70'      |
| Усього     |        | Матчів     | 2         |           | Голів            | 0    |          |

#### Голи за збірну
Рахунок та результат збірної Киргизстану в таблиці подано на першому місці.
| №  | Дата           | Місце                                      | Суперник | Рахунок | Результат | Змагання      |
| -- | -------------- | ------------------------------------------ | -------- | ------- | --------- | ------------- |
| 1. | 10 жовтня 2019 | Долен Омуржаков, Бішкек, Киргизстан        | М'янма   | 4–0     | 7–0       | квалю ЧС 2022 |
| 2. | 15 жовтня 2019 | Футбольний центр МФФ, Улан-Батор, Монголія | Монголія | 1–0     | 2–1       | квалю ЧС 2022 |

## Титули і досягнення
- Чемпіон Казахстану (1):

«Кайрат»: 2020
- Володар Кубка Казахстану (1):

«Кайрат»: 2021